# Pukaranjärvi (sjö i Gustav Adolfs, Päijänne-Tavastland)
Pukaranjärvi är en sjö i kommunen Gustav Adolfs i landskapet Päijänne-Tavastland i Finland. Sjön ligger 85,6 meter över havet. Arean är 87 hektar och strandlinjen är 11,37 kilometer lång. Sjön  ingår i Kymmene älvs huvudavrinningsområde.   Den ligger omkring 60 km norr om Lahtis och omkring 160 km norr om Helsingfors. 
I sjön finns öarna Naurissaari, Kassusaari, Kalliosaari och Romusaari. 